# Loraine (Texas)
Loraine é uma cidade  localizada no estado norte-americano do Texas, no Condado de Mitchell.

## Demografia
Segundo o censo norte-americano de 2000, a sua população era de 656 habitantes.
Em 2006, foi estimada uma população de 609, um decréscimo de 47 (-7.2%).

## Geografia
De acordo com o United States Census Bureau tem uma área de
2,7 km², dos quais 2,7 km² cobertos por terra e 0,0 km² cobertos por água. Loraine localiza-se a aproximadamente 691 m acima do nível do mar.

## Localidades na vizinhança
O diagrama seguinte representa as localidades num raio de 32 km ao redor de Loraine.